# Gilberto Colombo
Gilberto Colombo (Milano, 28 agosto 1921 – Milano, 10 novembre 1988) è stato un ingegnere, imprenditore e progettista italiano.

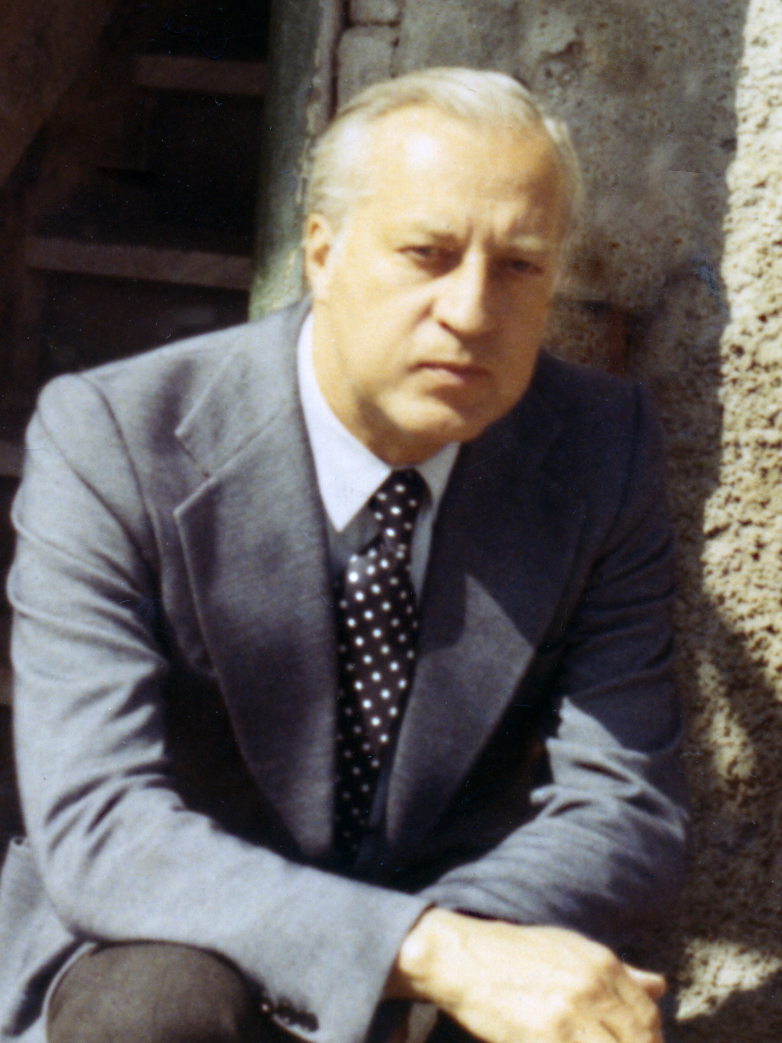
Gilberto Colombo in una foto del 1971

A lui si devono numerose invenzioni relative ai veicoli da competizione (per automobilismo, ciclismo e vela).

## Biografia e progetti

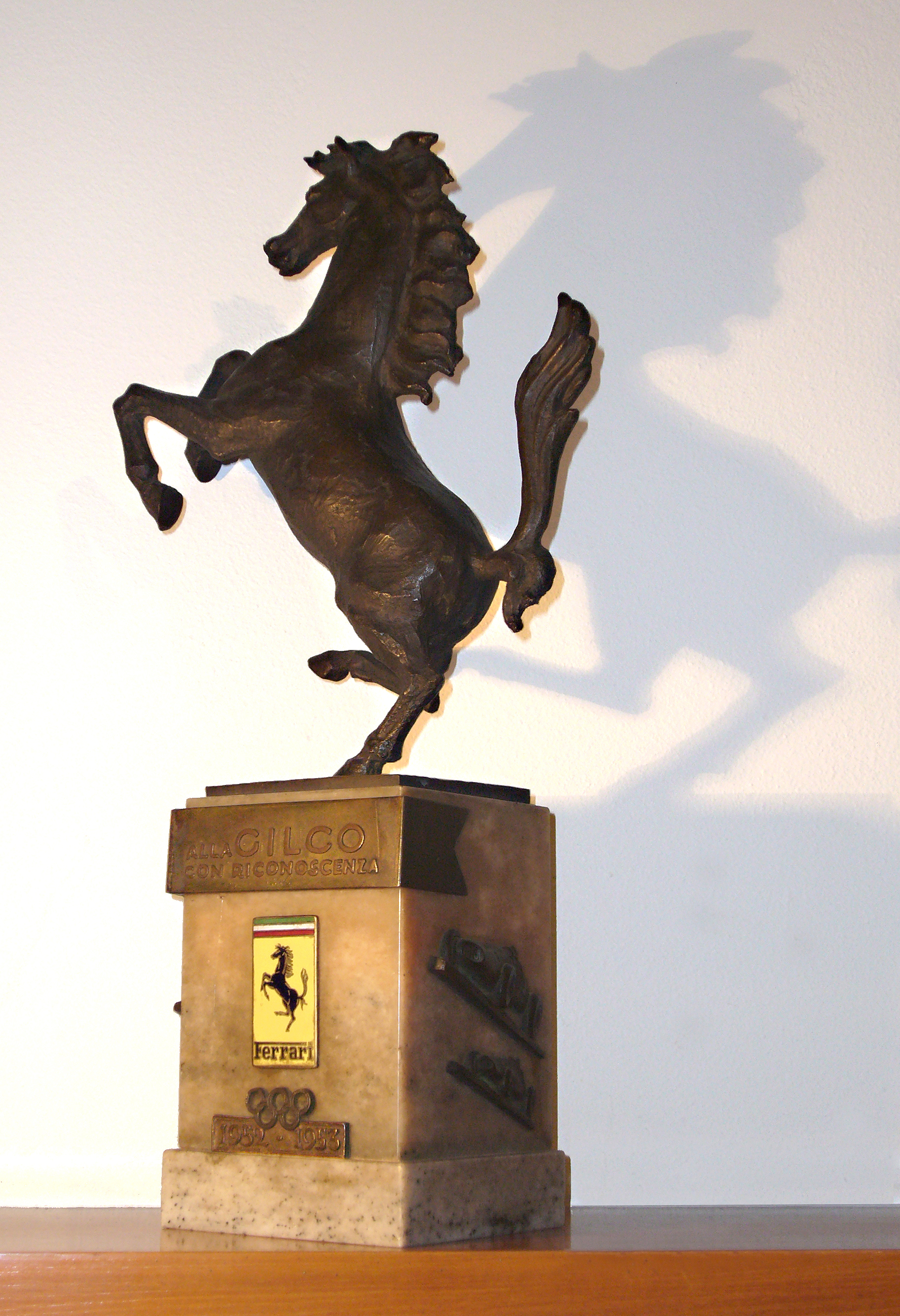
Trofeo col cavallino e targa bronzea con la scritta "A Gilco con riconoscenza", fatto realizzare da Enzo Ferrari a celebrazione della vittoria ai Campionati mondiali del 1953.

Nel 1946, già Direttore di Produzione nell'azienda del padre, la A.L. Colombo di Milano, nell'alveo della stessa azienda inizia in proprio la produzione di telai tubolari in acciaio aeronautico microlegato, innovativi e aerodinamici, in un reparto denominato "GC", ribattezzato poi nel 1947 come Gilco Autotelai, avviandone le attività con una rielaborazione della Maserati Formula 1 per la Scuderia Milan dei Fratelli Ruggeri.
Al suo lavoro si interessa Enzo Ferrari il quale, proprio quell'anno, dopo avere a lungo preparato e portato in gara le auto per l'Alfa Romeo, decide di costruire in proprio le vetture che avrebbero portato il suo nome, e si rivolge a Gilberto Colombo per la progettazione dei propri telai.
Colombo mette a punto per lui un telaio con tubi a sezione ovoidale, rigido e leggero nello stesso tempo, che fu utilizzato nella prima vettura della nuova scuderia Ferrari: la celebre 125 progettata da Gioachino Colombo, che guidata da Franco Cortese (primo pilota e collaudatore della Ferrari) conquista il Gran Premio di Roma nel 1947.
Da quel momento Gilberto Colombo lavorò ai telai delle Ferrari da competizione in una collaborazione ininterrotta che durò fino al 1957.
Tra gli anni Quaranta e Sessanta collabora inoltre con altre grandi case automobilistiche fra cui Alfa Romeo, Ghia, Lancia, Maserati; produce inoltre, per piccole scuderie, diverse vetture rimaste famose come modelli "Gilco".
Sempre nel campo dell'automobilismo mette a punto nel 1949 il brevetto [n° 454489/1949] di una sospensione stabilizzata per veicoli molto veloci e, nel 1958, un nuovo brevetto [n° 71143/1958] di cerchione aerato per la Fonderia Amadori di Bologna, poi commercializzato dalla Campagnolo. Questo è fra i primi progetti di cerchi in lega leggera, tipologia innovativa che iniziò ad essere applicata solo dagli anni Sessanta, a partire da alcune vetture sportive come le Alfa Romeo da competizione.
Appassionato velista e progettista anche di barche a vela, si dedicò ad attualizzare la classe Star, attivando anche un piccolo cantiere, nel 1966 a Lierna (sul lago di Como), dove fece costruire una ventina di scafi da lui progettati. Questi scafi attentamente calibrati, inizialmente ancora in legno, condotti in regata dal figlio Marco, conseguono ottimi risultati in gara (fra cui due primi posti nei Campionati Italiani 1973 e 1975).
Quando poi, a metà degli anni Settanta, l'Iscyra  (International Star Class Yacht Racing Association) ammette l'introduzione degli scafi in vetroresina, Gilberto Colombo progetta gli stampi delle Star per i Cantieri Folli e Lillia.
Una di queste conquista il Campionato del Mondo nel 1982.
Nel 1986 ben dieci dei primi undici posti dei campionati mondiali sono conquistati da barche Folli e Lillia progettate da Gilberto Colombo.
Si devono a Gilberto Colombo anche importanti innovazioni nel campo delle biciclette e della progettazione di telai per biciclette da corsa.
Fra questi il brevetto n° 203553/1987 "Organo per il collegamento stabile di elementi tubolari aventi fra loro differenti angolazioni"; e il brevetto n° 203593/1987 "Serie di elementi tubolari aventi sezione a profili differenziati per la costruzione di telai per biciclette" (entrambi depositati nel 1985 e ottenuti nel 1987).
Sono numerosi i progetti di Gilberto Colombo per il settore ciclo, tutti realizzati con tubi speciali messi a punto nella sua azienda, la Trafiltubi, e firmati con il marchio depositato Gilcodesign. Fra i più celebri ricordiamo i telai Master a sezione stellare per Colnago e, per Cinelli, il telaio "MS" con la serie di tubi Multishape e la "Laser Nuova Evoluzione". Quest'ultima ottiene il Compasso d'Oro nel 1991, tre anni dopo la sua morte.